# Revolutiejaar 1820

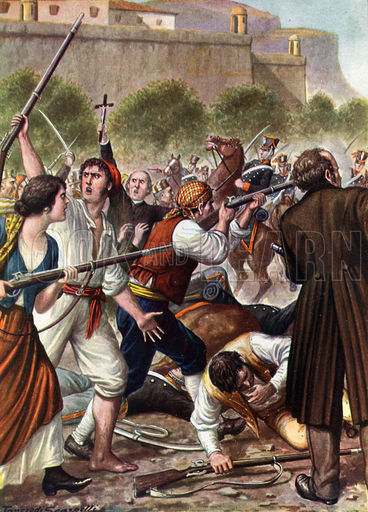
Opstand in Palermo in 1820

Het Revolutiejaar 1820 en de daarop volgende jaren waren een reactie op de Restauratie, het terug in voege brengen van de absolute monarchien na de Franse Revolutie en speelde zich hoofdzakelijk af in Zuid-Europa.

## Aanleiding
Toen Ferdinand VII van Spanje in 1814 terug aan de macht kwam, legde hij de nieuwe liberale constitutie van 1812 naast zich neer. Zijn oom Ferdinand I der Beide Siciliën schafte in 1816 het Koninkrijk Sicilië af en maakte van Napels de hoofdstad van het Koninkrijk der Beide Siciliën.

## Opstanden
In Italië vormde er zich een groep opstandelingen rond generaal Guglielmo Pepe, de carbonari, in Spanje rond kolonel Rafael del Riego. De protesten sloegen over naar het Koninkrijk Piëmont-Sardinië, waar koning Victor Emanuel I aftrad en naar het Koninkrijk Portugal. In Portugal was de bevolking ontevreden omdat koning Johan VI was gevlucht naar Brazilië.

## Reactie
De andere Europese mogendheden vonden deze opstanden als zeer bedreigend en onder initiatief van Klemens von Metternich kwamen ze samen in Troppau. In 1821 tijdens het congres van Laibach werd overeengekomen dat het Keizerrijk Oostenrijk zou tussenkomen in Zuid-Italië en met het Congres van Verona kreeg Frankrijk de toelating de orde in Spanje te herstellen. In Piëmont-Sardinië kwam met steun van de Oostenrijkers, de reactionair Karel Felix van Sardinië aan de macht.
Portugal kreeg in 1822 een nieuwe grondwet, maar die werd reeds in 1826 afgeschaft.

## Andere revoluties
In 1822 brak de Griekse Onafhankelijkheidsoorlog uit en in 1825 de Decembristenopstand in Rusland.